# Шестаковский сельский совет (Харьковская область)
Шестаковский сельский совет — входил до 2016 года в состав 
Волчанского района Харьковской области
Украины.
Административный центр сельского совета находился в 
селе Шестаково.

## История
- 1968 — согласно сайту ВРУ, дата образования Шестаковского сельского Совета депутатов трудящихся в составе Волчанского района Харьковской области Украинской Советской Социалистической Республики.
- 23 июля 2015 — согласно закону «О добровольном объединении территориальных общин» в Волчанском районе Старосалтовский поссовет и Гонтаровский, Молодовско́й, Хотомля́нский, Красноарме́йский и Шестаковский сельсоветы своим решением от 23.07.2015 образовали Старосалтовскую поселковую территориальную общину с админцентром в Старом Салтове, включив в её состав сёла:

Березники (Волчанский район),
Гонтаровка,
Дедовка (Волчанский район),
Металловка,
Молодовая,
Москалёвка (Волчанский район),
Паськовка (Волчанский район),
Перковка (Волчанский район),
Петровское (Волчанский район),
Погорелое (Волчанский район),
Профинтерн (Волчанский район),
Радьково (Волчанский район),
Середовка (Волчанский район),
Томаховка (Волчанский район),
Фёдоровка (Волчанский район),
Хотомля,
Красноармейское Второе,
Шестаково (Волчанский район),
Широкое (Волчанский район).
Официальной датой создания данной территориальной общины считается 7 сентября 2015 года.
- 15 апреля 2016 года решением Харьковского областного совета данный сельсовет был снят с учёта.[3]
- 17 июля 2020 года в рамках административно-территориальной «реформы» по новому делению Харьковской области[4][5] Волчанский район Харьковской области был ликвидирован; входящие в него населённые пункты и его территории присоединены в основном к Чугуевскому району.

## Населённые пункты совета
- село Шестако́во
- село Фёдоровка